# Copa Nicasio Vila 1918
La Copa Nicasio Vila 1918 fue la duodécima edición del campeonato de primera división de la Liga Rosarina de Fútbol. 
Participaron diez equipos, siendo campeón el Club Atlético Newell's Old Boys, cortando así con la hegemonía del Club Atlético Rosario Central, que había conquistado 4 campeonatos de primera consecutivos desde 1914 en adelante. 
Aquel título local, le dio derecho a disputar la Copa Dr. Carlos Ibarguren de ese año ante el campeón de la liga oficial de Buenos Aires, el Racing Club.

## Tabla de posiciones final
| Pos | Equipo                  | Pts | PJ | G  | E | P  | GF | GC | Dif |
| 1º  | Newell's Old Boys       | 29  | 18 | 14 | 1 | 3  | 54 | 12 | 42  |
| 2º  | Rosario Central         | 27  | 18 | 12 | 3 | 3  | 42 | 13 | 29  |
| 3º  | Tiro Federal            | 25  | 18 | 10 | 5 | 3  | 33 | 15 | 18  |
| 4º  | Gimnasia y Esgrima      | 25  | 18 | 9  | 7 | 2  | 11 | 32 | -21 |
| 5º  | Central Córdoba         | 24  | 18 | 11 | 2 | 5  | 35 | 23 | 12  |
| 6º  | Belgrano                | 20  | 18 | 8  | 4 | 6  | 29 | 24 | 5   |
| 7º  | Nacional                | 9   | 18 | 3  | 3 | 12 | 16 | 53 | -37 |
| 8º  | Sparta                  | 8   | 18 | 2  | 4 | 12 | 14 | 44 | -30 |
| 9º  | Provincial              | 7   | 18 | 3  | 1 | 14 | 13 | 42 | -29 |
| 10º | Rosario Puerto Belgrano | 6   | 18 | 2  | 2 | 14 | 13 | 32 | -19 |